# L'Affaire Marie Besnard
Pour plus de détails, voir Fiche technique et Distribution.
L'Affaire Marie Besnard est un téléfilm historique français en deux parties réalisé par Yves-André Hubert, diffusé les 12 et 19 avril 1986. Il s’agit de l'affaire Marie Besnard entre les années 1940 et débuts 1960.

## Synopsis
En 1949, à Loudun, la veuve Marie Besnard se voit soupçonnée d’avoir empoisonné douze personnes à l'arsenic, dont sa famille et son mari Léon… Coupable ou innocente ?

## Fiche technique
Sauf indication contraire, les informations mentionnées dans cette section peuvent être confirmées par la base de données cinématographiques IMDb,  présente dans la section « Liens externes ».
- Titre original : L'Affaire Marie Besnard
- Réalisation : Yves-André Hubert
- Scénario : Frédéric Pottecher
- Décors : Jacques Flamand
- Costumes : Bernard Fittes[1]
- Photographie : Gilbert Perrot-Minnot
- Montage : Jacques Milamand et Michel Plat
- Musique : Even de Tissot
- Sociétés de production : Société Française de Production ; TF1 (coproduction)
- Société de distribution : TF1
- Pays d’origine :  France
- Langue originale : français
- Format : couleur
- Genre : historique
- Durée : 194 minutes
- Date de diffusion :
  - France : 12 et 19 avril 1986 sur TF1[2]

## Distribution
- Alice Sapritch : Marie Besnard
- Jacques Alric : Léon Besnard
- Bernard Fresson : Maître Albert Gautrat
- Paul Barge : Maître Hayot
- Danielle Volle : Maître Jacqueline Favreau-Colombier
- Véronique Silver : Louise Pintou
- Claude Evrard : Docteur Béroud
- Germaine Delbat : la mère Davailleaud
- Vincent Gauthier : Maître Henry du Cluzeau
- Marc Eyraud : Auguste Massip
- Nicolas Silberg : l'inspecteur Picard
- Jean-Claude Bouillaud : Baradier
- Michel Ruhl : l'avocat général
- Marcel Cuvelier : le professeur René Piedelièvre
- Pierre Londiche : Docteur Sibon
- Pierre Hatet : Maître de Caunes
- Philippe Moreau : l’avocat général

## Production
En 1985, Charles Brabant, cherchant des thèmes populaires pour ses prochaines fictions à la télévision sur TF1, fait appel au réalisateur Yves-André Hubert et lui fait lire « un paquet énorme… une valise » remplie de projet sur l’affaire Marie Besnard. Ce dernier accepte de tourner la fiction, après voir lu le scénario abrégé de Frédéric Pottecher, chroniqueur judiciaire entre autres : il avait écrit plusieurs scripts depuis le troisième procès de la « bonne dame de Loudun » en 1961, mais l’adaptation télévisuelle a été refusée par Marie Besnard elle-même pour conserver son image.
Après la mort de Marie Besnard en 1980, le tournage a lieu dans le département de la Vienne.
Alice Sapritch est engagée pour le rôle de Marie Besnard, et se concentre sur les photos prises lors de l’affaire de cette dernière, « surtout dans [son] regard ».

## Accueil

### Diffusion
L'Affaire Marie Besnard est diffusé le 12 et 19 avril 1986 sur TF1, en première partie de soirée.

### Critique
En avril 1986, J.B. du Télé 7 Jours note que c’est « entre La caméra explore le temps et En votre âme et conscience, une reconstitution minutieuse de l'affaire Marie Besnard. Du travail solide. Entourée d’excellents comédiens, Alice Sapritch interprète, avec une autorité coutumière, la « bonne dame de Loudun » ».

## Distinctions
Sauf indication contraire, les informations mentionnées dans cette section peuvent être confirmées par la base de données cinématographiques IMDb,  présente dans la section « Liens externes ».
- 7 d'or
  - Meilleur téléfilm pour Yves-André Hubert
  - Meilleure comédienne pour Alice Sapritch
  - Meilleur auteur pour Frédéric Pottecher

### Documentation
- Télé 7 Jours : L'Affaire Marie Besnard